# كيري كيتليس
كيري كيتليس (بالإنجليزية: Kerry Kittles)‏ مواليد 12 يونيو 1974 في دايتون، هو لاعب كرة سلة أمريكي سابق أصبح مدرباً مساعدا بدأ مسيرته الاحترافية في سنة 1996. تم اختياره من قبل فريق بروكلين نتس خلال الدرافت يدرب في رابطة اللبلاب. يبلغ طوله 6 قدم 5 بوصة (2.0 م). حقق المركز الأول في الألعاب الجامعية الصيفية 1995. اعتزل اللعب في 2005. أحرز خلال مسيرته في الإن بي إيه 7165 نقطة بمعدل 14.1 نقطة في المباراة الواحدة.

## الميداليات
| الميدالية | المسابقة                      |
| --------- | ----------------------------- |
| ذهبية     | الألعاب الجامعية الصيفية 1995 |

## روابط خارجية
- كيري كيتليس على موقع إن بي أي (الإنجليزية)
- كيري كيتليس على موقع سبورتس رفرنس (الإنجليزية)
- كيري كيتليس على موقع كرة السلة الأوروبية.كوم (الإنجليزية)
- كيري كيتليس على موقع كلية كرة السلة في سبورتس رفرنس.كوم (الإنجليزية)
- كيري كيتليس على موقع ريلجم (الإنجليزية)
- كيري كيتليس على موقع بروبوليرز (الإنجليزية)